# Токарев, Фёдор Васильевич
Фёдор Васи́льевич То́карев (2 (14) июня 1871, станица Мечётинская, Черкасский округ, Область Войска Донского, Российская империя — 7 июня 1968, Москва, СССР) — русский и советский конструктор стрелкового оружия. Наиболее известные разработки: пистолет ТТ и винтовка СВТ-38/40. Герой Социалистического Труда (1940). Герой Труда (1928). Лауреат Сталинской премии первой степени (1941). Доктор технических наук.

## Биография
Родился 2 (14) июня 1871 года в станице Мечётинской Черкасского округа области Войска Донского (ныне Зерноградский район Ростовской области).
Дед Фёдора Васильевича, Степан Токарев, был донским казаком станицы Егорлыкской. Отец Фёдора, Василий Токарев, остался сиротой на пятом году жизни. Маленького Васю и сестрёнку его, Машу, приютил их дядя по матери, казак той же станицы, Евдоким Черкесов. Едва Василий достиг совершеннолетия, дядя отвёз его в станицу Мечётинскую и женил на своей племяннице Ефимье, единственной дочери хозяйственного казака Петра Артемьевича Пономарёва. У Василия и Ефимьи Токаревых была большая семья, но из многих детей в живых осталось трое— Наталья, Фёдор и Ульяна. В 8 лет Фёдор поступил в церковно-приходскую школу, отучился один год. Отец сказал: «Молодцом, Федька, превзошёл науки! Больше казаку и не требовается, теперь будешь помогать мне по хозяйству. Будя!». Фёдор вынужден был оставить школу.
Весной 1882 года, когда Фёдору шёл одиннадцатый год, семья Токаревых переехала из Мечётинской в родную станицу отца — Егорлыкскую. С конца лета Фёдор учится кузнечному делу и подрабатывает в местной кузнице. Здесь обучился он и слесарному мастерству, кровельному и малярному делу. Здесь встретил сосланного на Дон оружейника Волкова.
В 1885 году в Егорлыкской открылось двухклассное училище, с пятилетним обучением. В училище этом было отделение ручного труда. По приглашению станичного правления прибыл известный на Дону слесарь-оружейник Алексей Васильевич Краснов. Ему поручили организовать слесарную мастерскую при станичной школе. Оказалось, что ремесленная мастерская организовывалась для учеников третьих и четвёртых классов, а Фёдор проучился всего одну зиму. Отцу не хотелось упустить случай отдать сына в учение ремеслу и он тут же отправился к мастеру Краснову. На всякий случай, втайне от сына, он захватил с собой и некоторые изделия Фёдора.
Алексей Васильевич Краснов согласился взять Фёдора к себе и обучать его ремеслу с освобождением от посещения общеобразовательного класса. Краснов привил Фёдору любовь к оружейному делу, помог поступить в Новочеркасскую Военно-ремесленную школу (НВРШ) (по общеобразовательным предметам в объёме четырёхклассного училища Токарева готовил племянник Краснова и друг Фёдора Алексей Чаусов). Фёдор был принят в Военно-ремесленную школу, но его приняли не на оружейное, а на кузнечное отделение. Однажды им заинтересовался пришедший в кузницу преподаватель оружейного отделения, известный на Дону оружейный конструктор Александр Евстафьевич Чернолихов. С переходом на оружейное отделение жизнь Фёдора в Военно-ремесленной школе решительно изменилась. Несмотря на преклонный возраст, Чернолихов был бодр и с большим увлечением обучал молодёжь оружейному делу. Познания в оружейном деле, полученные Фёдором от мастера Краснова, Чернолихов стал заботливо углублять, передавая ему не только знания, но и свои богатейшие навыки в оружейном мастерстве. Дипломная работа Фёдора Токарева «Охотничье одноствольное курковое ружьё калибром в 5 линий» получила лучшую оценку. Школу Токарев окончил с отличием и остался при ней в качестве помощника Чернолихова.
В Новочеркасске Фёдор познакомился с учительницей Диной Коршуновой. И Доминика Фёдоровна стала женой, другом и помощником Токарева. По окончании школы Токарев получил звание нестроевого старшего разряда и квалификацию мастера первого разряда. Это давало ему право на занятие в любой части должности полкового оружейного мастера.
Осенью следующего года Токарев получил назначение оружейным мастером в 12-й Донской казачий полк, стоявший тут же, в Новочеркасске. Но, едва Токарев оформился на новую службу, пришёл приказ, которым полк переводился на дальнюю западную границу необъятной Российской империи, в Торчин. О Токареве заговорили как о замечательном мастере, и, как только кончился контракт с вольнонаёмным оружейным мастером, его немедленно назначили на освободившееся место. Осенью следующего года полк неожиданно свернули и перебросили к австрийской границе, в небольшой городок Радивилов, расположенный у железной дороги Киев — Львов. Фёдора Васильевича очень угнетало бесправное положение в полку. Весной 1895 года, выехав в Ровно, Токарев сдал необходимый экзамен в реальном училище. Это дало ему право уйти из полка.
Летом из Новочеркасска пришёл запрос — его приглашали преподавателем оружейного дела в Военно-ремесленную школу на место ушедшего в отставку Чернолихова. Фёдор принял приглашение и в конце осени 1896 года выехал в Новочеркасск. Токарева приняли хорошо и положили жалованье Чернолихова. Но вскоре выяснилось, что в своей мастерской Фёдор Васильевич не имел права делать никакой работы без ведома и разрешения начальства. Токареву пришлось проработать в школе всего два года, так как оружейное отделение было упразднено.
В 1898 Фёдор успешно выдержал экзамены и был принят в Новочеркасское юнкерское училище. При выпуске из училища он получил чин подхорунжего, а через шесть месяцев службы должен был стать хорунжим, то есть офицером. В августе 1900 года Токарев прибыл в 12-й Донской казачий полк, стоявший по-прежнему в Радзивилове. Служил офицером в 6-й сотне, стоявшей в двух верстах от Радзивилова. Вскоре Фёдор Токарев был произведён в хорунжие, а в январе 1901 года был назначен заведующим оружейной мастерской.
В августе 1907 года в полку был получен приказ — командировать одного из офицеров в Офицерскую стрелковую школу в Ораниенбауме, в оружейной мастерской и на полигоне которой создавались и испытывались образцы стрелкового оружия. Выбор пал на Фёдора Токарева. В Офицерской стрелковой школе Токарев разработал образец автоматической винтовки, изготовленной путём переделки винтовки Мосина. 7 июля 1908 г. в тире Оружейного полигона Офицерской школы состоялось первое испытание винтовки. В официальном акте сообщалось:

«Из автоматической винтовки системы сотника 12-го Донского казачьего полка Токарева было выпущено пять патронов. После каждого выстрела гильза выбрасывалась, новый патрон вводился в патронник и затвор закрывался. Во время стрельбы было три осечки, но они по второму разу давали выстрел».
Оружейный отдел Артиллерийского комитета нашёл идею системы правильной и заслуживающей внимания.

### Работа на Сестрорецком заводе
После окончания курса Офицерской стрелковой школы по разрешению военного министра с 10 сентября 1908 по 17 июля 1914 года Токарев был прикомандирован к Сестрорецкому оружейному заводу для изготовления по его образцу нового экземпляра автоматической винтовки. На Сестрорецком заводе Токарев лично, как простой слесарь, выделывал наиболее ответственные детали винтовок, разработал образцы автоматического оружия.
К этому времени в оружейном отделе объявляется конкурс для выработки образца автоматической винтовки. Винтовка Токарева, переделанная из трёхлинейной винтовки Мосина в автоматическую, прошла комиссионные и полевые испытания. За этот проект Токарев получил премию в 1000 рублей от канцелярии Военного министерства. Комиссией по выработке образца автоматической винтовки была постановлено изготовить 10 экземпляров винтовок, переделанных по этой системе. Независимо от этих работ Токарев спроектировал и изготовил совершенно новый образец автоматической винтовки, представив его в феврале 1912 года на испытание. Комиссия отметила, что новый образец значительно совершеннее образца, представленного в 1910 году. В декабре 1912 г. Токарев представил в Комиссию ещё более улучшенный образец. В итоге началось спешное изготовление на Сестрорецком заводе, при личном участии Токарева, 12 автоматических винтовок. К июлю 1914 года были изготовлены почти все части винтовок, оставалось приступить к сборке и отладке. Но началась война, и Токарев должен был отправиться в распоряжение окружного атамана Донецкого округа для последующего назначения в полк.

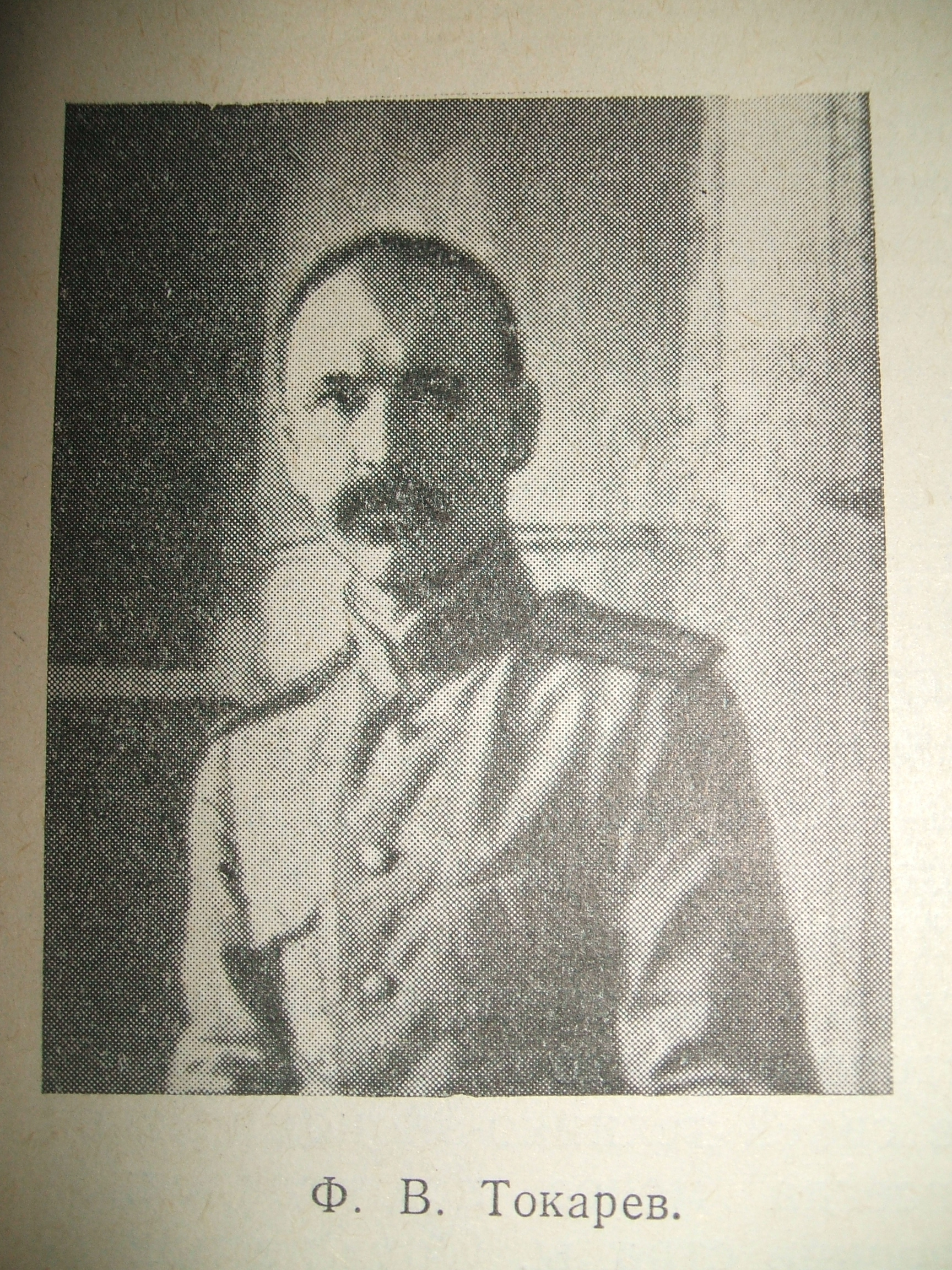
Есаул 29-го Донского казачьего полка Ф. В. Токарев

На фронте Токарев находился около полутора лет, командовал сотней в 29-м Донском казачьем полку и за отличие в делах получил пять боевых орденов.
4 января 1916 года по предписанию Главного артиллерийского управление есаул Токарев вновь был отправлен в распоряжение начальника Сестрорецкого оружейного завода и назначен заведовать отделом поверки и сборки заводских изделий. Одновременно ему было поручено руководство сборкой тех 12 автоматических винтовок его системы, оставшихся незаконченными в 1914 году.

### Работа на Ижевском и Тульском оружейных заводах
Летом 1917 года Совет рабочих депутатов Сестрорецкого завода избрал Ф. В. Токарева на должность технического руководителя образцовой мастерской. В июле 1919 года распоряжением Чрезвычайной комиссии по снабжению Красной Армии Токарев был командирован на оружейный завод в Ижевск, только что оставленный войсками Колчака. В июле 1920 года из-за ошибки работницы, перепутавшей маркировку сталей, была сорвана месячная программа производства винтовок (брак доходил до 90 %). Токарева как старшего инженера, заведовавшего технической частью завода, привлекли к суду Военно-революционного трибунала, приговорили к смертной казни и отправили в Казань. Однако там приговор был пересмотрен на 15 лет тюремного заключения. Но уже в октябре 1920 года Токарева освободили, и он вернулся на Ижевский завод. Летом 1921 года по инициативе начальника Высшей стрелковой школы Филатова был организован конкурс-испытание автоматических винтовок. Образец системы Токарева в ходе испытаний показал лучшие результаты. Главком РККА Фрунзе представил винтовку и её конструктора наркомвоенмору Троцкому, и тот одобрил образец. 27 октября 1921 года Токарев «согласно заключению Арткома и личных указаний Л. Д. Троцкого» направлен на Тульский оружейный завод для наблюдения за изготовлением 10 опытных экземпляров автоматической винтовки.
С 1921 года Токарев работает на Тульском оружейном заводе. В 1924 году на основе конструкции станкового пулемёта Максима он разработал ручной пулемёт Максима-Токарева, который 26 мая 1925 года был принят на вооружение Красной армии. В 1926 году Токарев разработал новый вариант пулемёта Максима для применения в авиации, заменивший пулемёт Виккерса. В 1927 году разработал первый отечественный пистолет-пулемёт под револьверный патрон — пистолет-пулемёт Токарева образца 1927 года.

Фёдор Васильевич Токарев нередко выходил победителем открытых конкурсов на лучшие образцы оружия. Так, в конце 1920-х годов ряд конструкторов стрелкового оружия (С. А. Коровин, С. А. Прилуцкий и другие) работал над пистолетами. Участвовал в этой работе и Токарев. С 25 июня по 13 июля 1930 года комиссия под председательством В. Ф. Грушецкого проводила полигонные испытания 7,62-мм пистолетов Коровина, Прилуцкого и Токарева параллельно с испытанием лучших иностранных образцов систем Люгера, Браунинга, Маузера и пр.

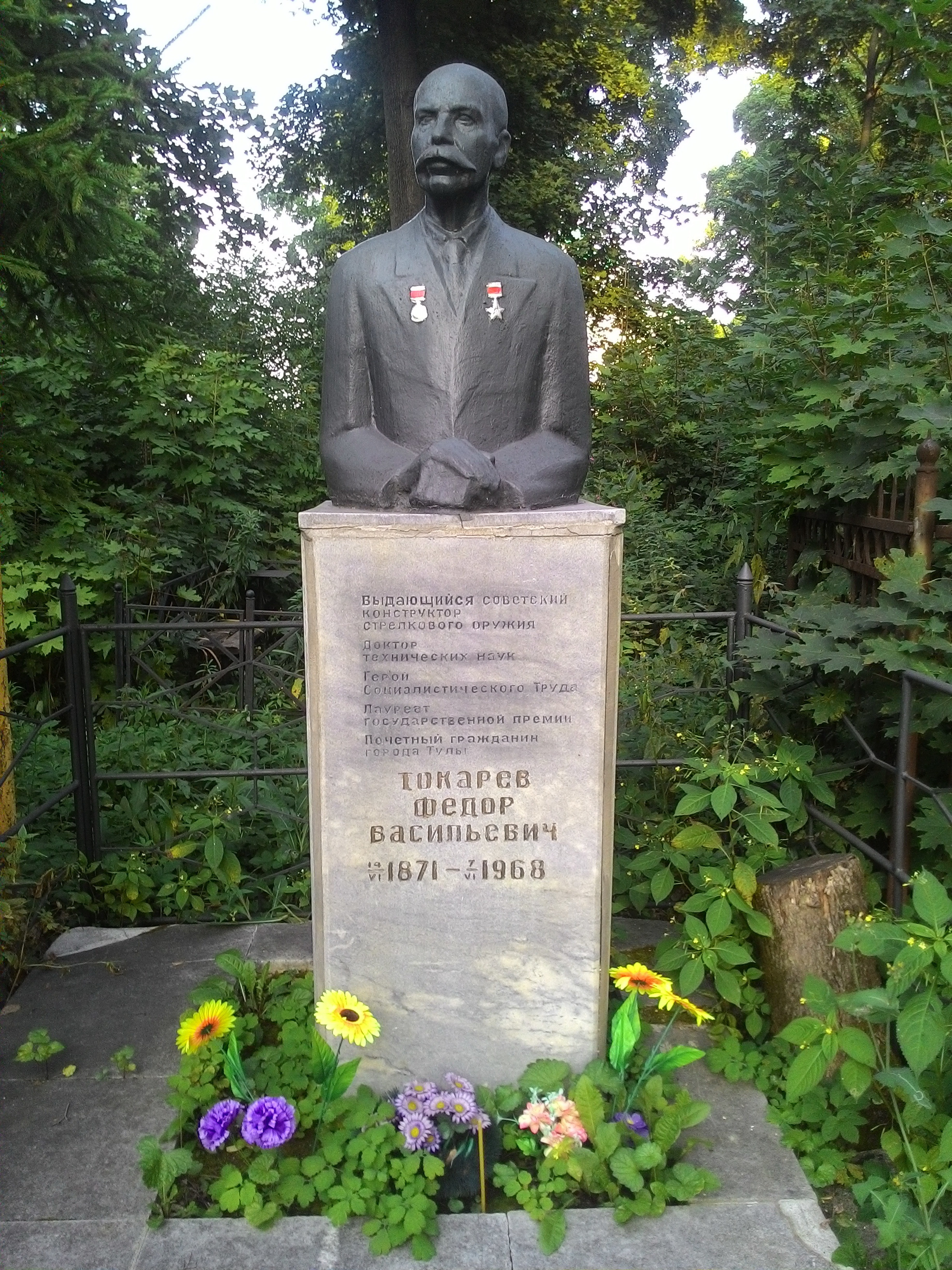
Захоронение Ф. В. Токарева на Всехсвятском кладбище города Тулы

Особое внимание Токарева привлёк пистолет Colt 1911, системы Браунинга. Токарев отметил чрезвычайно удачную систему запирания затвора этого пистолета, и несколько упростив, применил в ТТ не только эту систему, но и всю компоновочную схему. Это был очень удачный выбор, схема Браунинга по сей день считается самой удачной и используется в современных пистолетах. Применив схему Браунинга для патрона 7,62*25, Токареву удалось создать необычно мощный и компактный пистолет. Испытания выявили превосходство пистолета Токарева над многими другими по массе, габаритам и мощности в различных условиях эксплуатации.
В 1930 году на вооружение армии поступил разработанный Токаревым самозарядный пистолет ТТ. Им были также разработаны самозарядная винтовка образца 1938 года (СВТ-38), самозарядная винтовка СВТ-40, которые применялись в Великой Отечественной войне. Всего с 1921 года Токарев создал 27 образцов автоматических и самозарядных винтовок.
Когда началась Великая Отечественная война, 70-летний Токарев обратился с призывом ко всем оружейникам-пенсионерам заменить ушедших на фронт сыновей и внуков. Сотни старых мастеров возвратились на Тульский оружейный завод. Когда фронт приблизился к Туле, Токарев был эвакуирован вместе с «ЦКБ-14» на Урал в Златоуст.
В 1948 году Токарев сконструировал оригинальный фотоаппарат для панорамной съёмки ФТ-1, выпущенный в небольшом количестве в 1948—1949 годах на Красногорском механическом заводе. После существенной переработки заводскими конструкторами фотоаппарат Токарева под названием ФТ-2 выпускался с 1958 по 1965 годы.
Умер 7 июня 1968 года в Москве. Похоронен рядом с женой (1871—1936) в Туле на Всехсвятском кладбище (участок 4).

## Разработки
- МТ (пулемёт)
- Пистолет-пулемёт Токарева образца 1927 года.
- Пистолет ТТ.
- СВТ-38.
- СВТ-40.
- АТ-44.

Модернизации
- Пулемёт «Максим».
- Пулемёт «Виккерс».

## Награды и премии
Российская империя:
- орден Святого Владимира IV степени с мечами и бантом
- орден Святого Станислава II степени с мечами
- орден Святой Анны III степени с мечами и бантом
- орден Святой Станислава III степени с мечами и бантом
- орден Святой Анны IV степени с надписью «За храбрость»
- премия в 1000 руб. от канцелярии Военного министерства

Советский Союз:
- Герой Социалистического Труда (28 октября 1940)
- Герой Труда (20 февраля 1928)
- четыре ордена Ленина (7 марта 1939; 28 октября 1940; 22 июня 1946; 14 июня 1966)
- орден Суворова II степени (18 ноября 1944)[12]
- орден Отечественной войны I степени (16 сентября 1945)
- два ордена Трудового Красного Знамени (2 июля 1951; 13 июня 1961)
- орден Красной Звезды (21 февраля 1933)
- медали
- Сталинская премия I степени (14 марта 1941) — за разработку конструкции нового типа стрелкового вооружения

## Память
- Мемориальная доска в Москве, на стене дома, в котором жил Токарев с 1943 по 1968 год (улица Большая Полянка, 3/9).
- Мемориальная доска в Туле, на стене дома, в котором жил Токарев с 1933 по 1941 год (проспект Ленина, 67).
- Его именем названы улицы в российских городах: Сестрорецк (Санкт-Петербург), Владимир, Ломоносов (Санкт-Петербург), Евпатория, и Тула. Его имя носит улица и в станице Мечётинская Ростовской области, в которой, по одной из версий[2], родился оружейник.
- 19 сентября 2018 года, в День оружейника, в станице Мечётинская Ростовской области открыт памятник Токареву.
- 7 февраля 2020 года Банк России выпустил в обращение памятную монету номиналом 25 рублей «Конструктор оружия Ф. В. Токарев» из серии «Оружие Великой Победы» (конструкторы оружия) с изображением пистолета ТТ[13];
- 14 июня 2021 года, в день 150-летнего юбилея со дня рождения Ф. В. Токарева, в станице Егорлыкской открыт бюст Фёдора Токарева[14].